# Трофимов, Иван Максимович
Ива́н Макси́мович Трофи́мов (1904—1975) — сержант Рабоче-крестьянской Красной Армии, участник Великой Отечественной войны, Герой Советского Союза (1945).

## Биография
Иван Трофимов родился 3 мая 1904 года в Симбирске. Окончил четыре класса школы. Будучи подростком, участвовал в боях Гражданской войны. С начала 1930-х годов проживал и работал в Бурят-Монгольской АССР, руководил колхозом. В июне 1942 года Трофимов был призван на службу в Рабоче-крестьянскую Красную Армию. С июля того же года — на фронтах Великой Отечественной войны. В боях был тяжело ранен.
К июлю 1944 года сержант Иван Трофимов командовал отделением 1024-го стрелкового полка 391-й стрелковой дивизии 3-й ударной армии 2-го Прибалтийского фронта. Участвовал в сражениях на территории Латвийской ССР. 17 июля 1944 года отделение Трофимова переправилось через реку Зилупе и приняло активное участие в боях за захват и удержание плацдарма на его её берегу. Во время штурма немецких траншей Трофимов лично уничтожил 5 немецких солдат. В ходе дальнейших боёв отделение Трофимова одним из первых ворвалось в населённый пункт Лаудери Лудзенского района. В критический момент Трофимов заменил собой командира взвода и организовал круговую оборону, сам был тяжело ранен, но продолжал сражаться, лично уничтожив ещё несколько вражеских солдат и двух взяв в плен.
Указом Президиума Верховного Совета СССР от 24 марта 1945 года за «отвагу и мужество, проявленное в боях», сержант Иван Трофимов был удостоен высокого звания Героя Советского Союза с вручением ордена Ленина и медали «Золотая Звезда» за номером 6530.
В 1946 году Трофимов был демобилизован. Проживал и работал в селе Сосново-Озёрское Еравнинского района Бурятии. Умер 5 февраля 1975 года.
Был также награждён орденами Красной Звезды и Славы 3-й степени, рядом медалей.